# Blauwvleugelsprinkhaan
De blauwvleugelsprinkhaan  (Oedipoda caerulescens) is een insect uit de familie van de veldsprinkhanen (Acrididae) en de onderfamilie Oedipodinae.

## Beschrijving
Mannetjes worden 13 tot 23 millimeter; vrouwtjes worden 20 tot 29 mm lang. De kleur is lichtbruin, met onregelmatige donkere of juist lichtere vlekjes. De voorvleugels en poten zijn vaak donker gebandeerd, maar niet altijd. De vrij korte achterpoten zijn erg breed en het lichaam is enigszins gedrongen; de grote ronde ogen zijn duidelijk zichtbaar. Het halsschild is in de lengte gekield, en wordt in het midden onderbroken door een dwarsgroef.
De sprinkhaan dankt zijn naam aan de helderblauwe achtervleugels, die echter in rust niet zijn te zien. De vleugelrand is zwart van kleur. Ook de dijen van de poten zijn blauw gekleurd.

## Algemeen
Alleen na een sprong worden de felgekleurde vleugels uitgeslagen en de sprinkhaan kan er niet echt mee vliegen, maar wel tientallen meters mee zweven. Door de grote vleugels lijkt het dier tijdens de vlucht meer op een vlinder dan een sprinkhaan. De felle kleur dient om vijanden als vogels op afstand te houden, als een vogel plots de felle kleur ziet, wil deze een aanval nog weleens staken. Vanwege de goede camouflage is de blauwvleugelsprinkhaan bijna niet te zien als hij op de bodem zit. Een sterk gelijkende soort is de roodvleugelsprinkhaan (Oedipoda germanica), die zich onderscheidt door een rode kleur vleugels en er ondanks de verder sterke gelijkenis aan de vleugels makkelijk te onderscheiden is.
Mannetjes zingen niet, alleen bij de balts worden geluiden gemaakt. Net zoals veel andere soorten wordt het geluid gemaakt met de achterpoten, stridulatie genoemd, maar bij deze sprinkhaan is het geluid zo zacht dat het wegvalt tegen andere soorten insecten als sprinkhanen of cicaden in de buurt. Dat maakt het lastig om de soort goed in kaart te brengen, wat bij luidruchtige soorten niet zo moeilijk is.

## Voorkomen en habitat
De blauwvleugelsprinkhaan komt in Nederland voor in de duinstreek, op de Veluwe, Limburg en in Oost-Brabant. De soort komt in Nederland eigenlijk alleen in stukken met kaal of schaars begroeid zand voor: aan de kust de duinen en in het binnenland heidevelden. In Friesland en Groningen is de soort grotendeels verdwenen. In België is de sprinkhaan op meer plaatsen aangetroffen maar zeldzaam, in België komt de soort ook op veel kalkgraslanden voor. In zijn gehele areaal bestaat de habitat uit schrale, drogere gebieden met een lage begroeiing en veel open plekken, dichte groene vegetatie wordt gemeden. Geschikte plaatsen in de Lage Landen zijn dus duinen, verstuivingen, heidevelden en drogere kalkgronden, naar het zuiden komen daar uiteenlopende biotopen van grindvlakten tot kalere stukken van bergweiden bij. De sprinkhaan is van juni tot oktober te zien en het voedsel bestaat uit planten, vooral grassoorten.

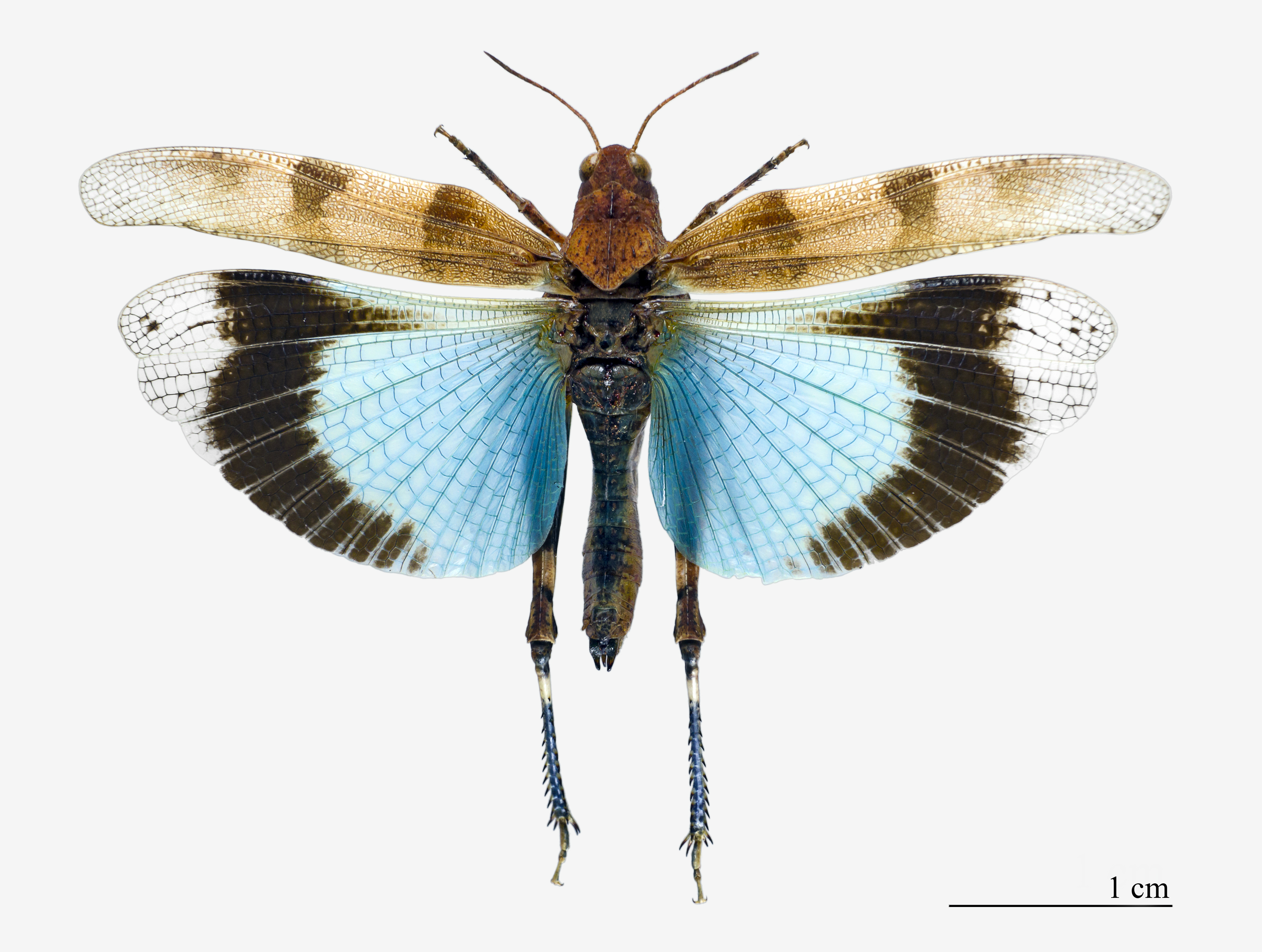
Onmiskenbaar zijn de blauwe achtervleugels.
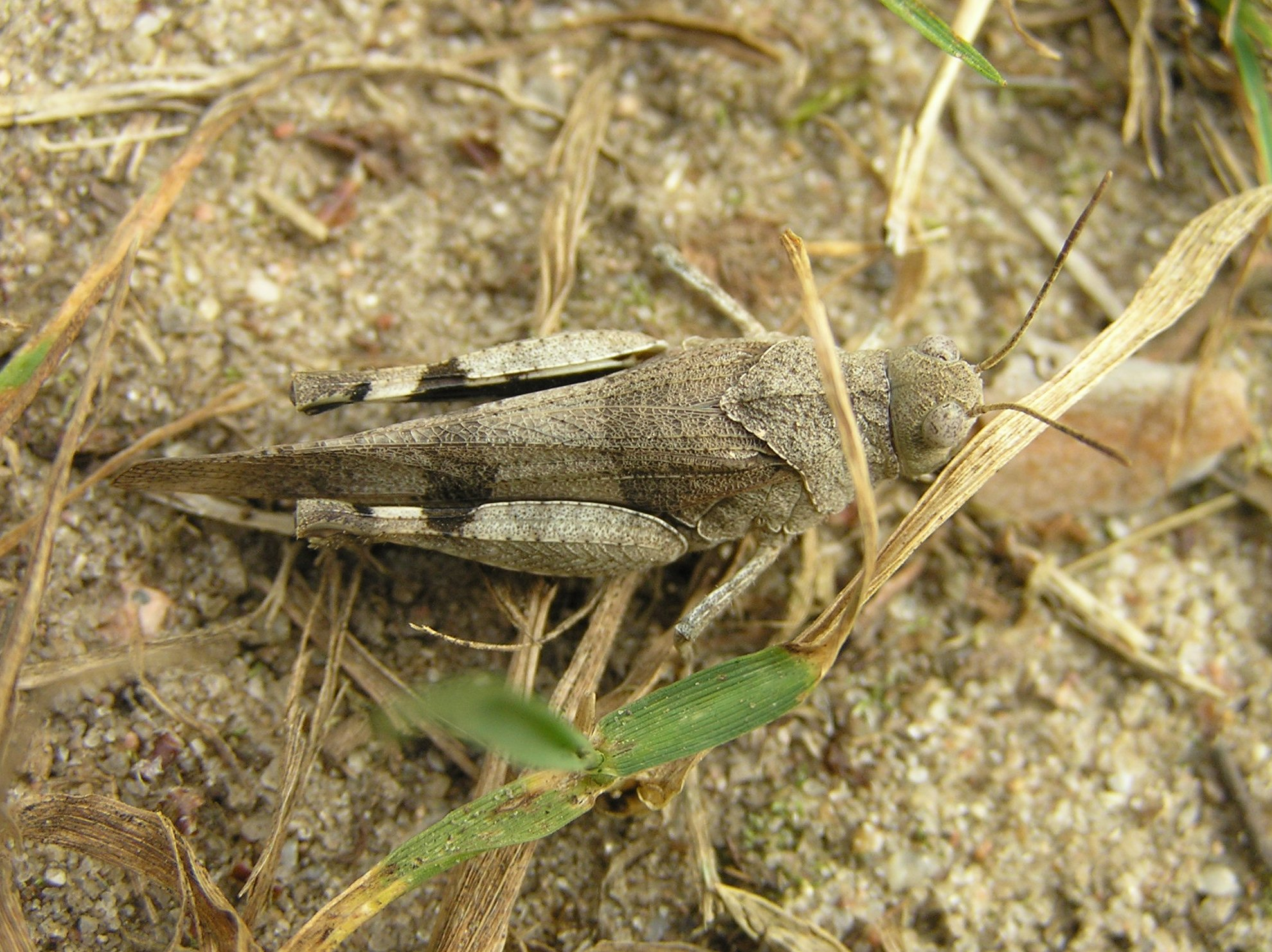
Veel exemplaren zijn gebandeerd.
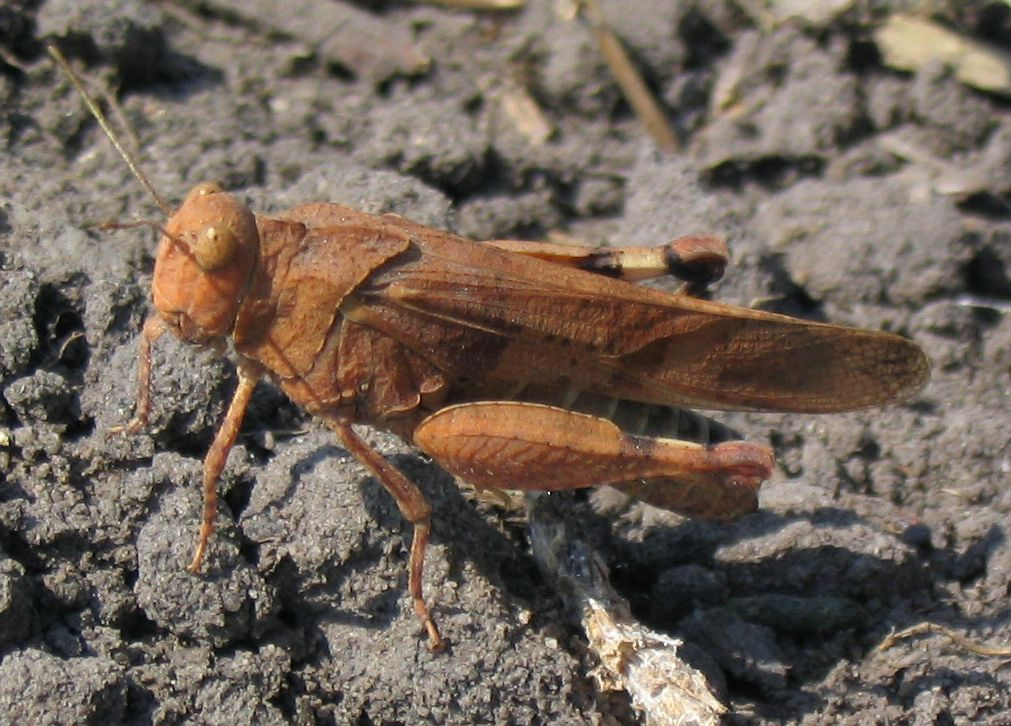
Het halsschild is in de lengte gekield, in de breedte gegroefd.
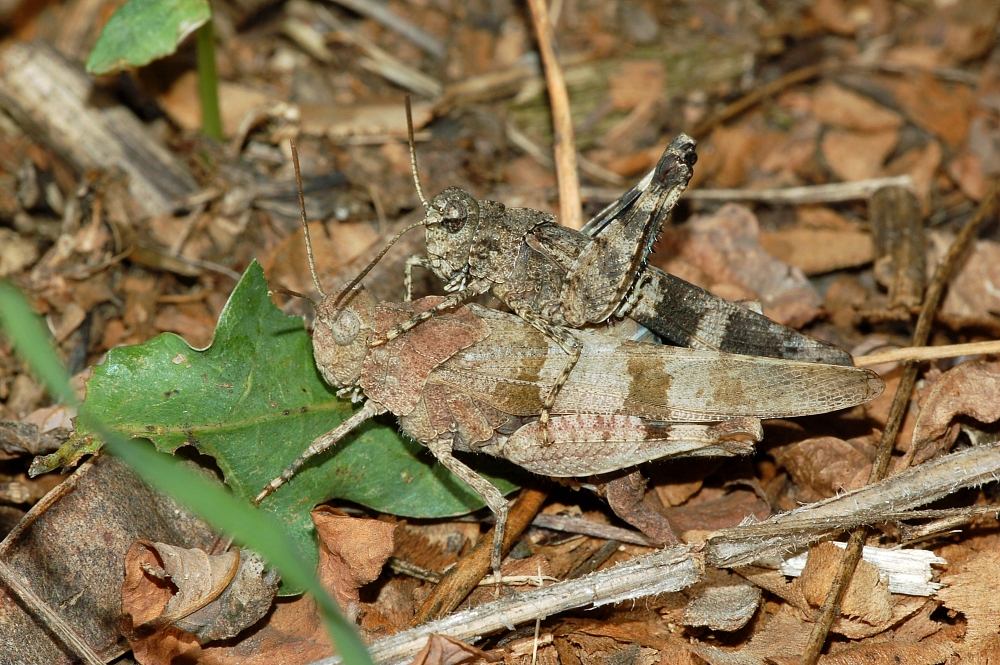
Paring, mannetje boven